# Sotägg

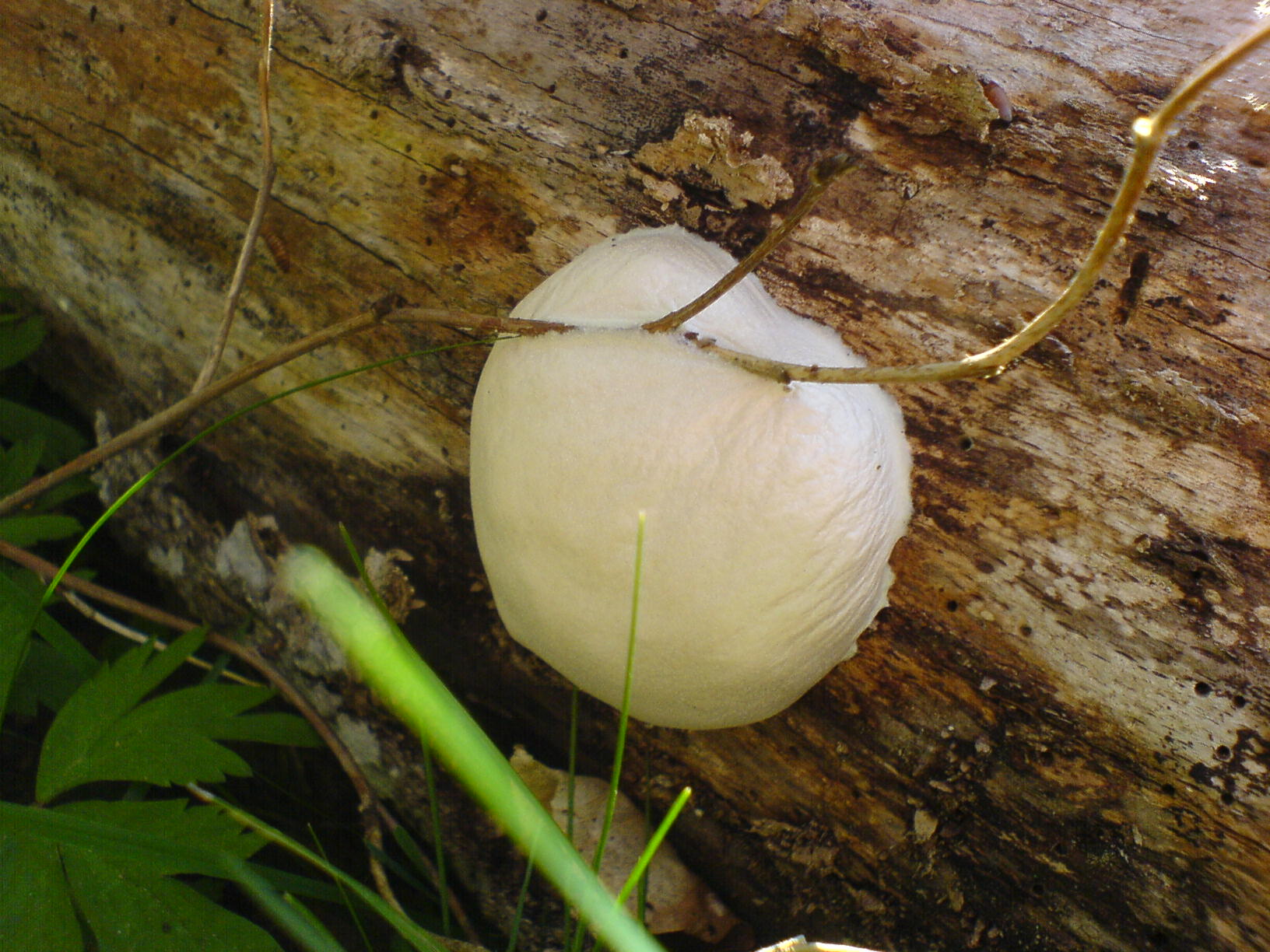
Sotägg, Visseltofta maj 2007

Sotägg, Reticularia lycoperdon syn. Enteridium lycoperdon, är ett slags slemsvamp. Den växer på murknande träd och stockar. Svampen är dynformad, 4-5 cm bred, och omges av en ljus, ibland silverglänsande, vägg. Den kallas ibland också silverdyna. Innanför väggen finns sporlagret, som först är gräddvitt men vid mognandet mörknar.